# Sara Sabry
Sara Sabry (née le 23 mai 1993) est une ingénieure, astronaute, entrepreneure égypto-libanaise et la fondatrice et PDG de l'organisation à but non lucratif Deep Space Initiative. Elle est surtout connue pour être devenue la première personne égyptienne et la première femme arabe et africaine à voyager dans l'espace.

## Éducation et carrière
Sara Sabry est diplômée du Lycée français du Caire. Elle a obtenu son diplôme de licence en génie mécanique de l'Université américaine au Caire en 2016, avec une mineure en biologie, chimie et pré-médecine. Elle a ensuite obtenu un master en ingénierie biomédicale de l'École polytechnique de Milan en 2020, où ses recherches étaient axées sur l'utilisation de l'intelligence artificielle dans la chirurgie assistée par robot,. 
Elle entame en 2022 un doctorat en sciences aérospatiales à l'Université du Dakota du Nord aux États-Unis, tout en menant des recherches sur l'ingénierie des combinaisons spatiales au sein de leur laboratoire de vol spatial habité financé par la NASA.

## Recherche avant son vol spatial
En 2021, Sara Sabry a participé à une mission de simulation Analog Moon en tant qu'officier médical de l'équipage, ce qui fait d'elle la première femme égyptienne astronaute en vol spatial simulé.
Elle a fondé Deep Space Initiative[Quand ?], une organisation à but non lucratif visant à accroître l'accessibilité à l'espace. L'organisation propose divers programmes et initiatives pour encourager les individus, en particulier ceux issus de groupes sous-représentés, à entrer dans le domaine spatial. Le département de recherche permet aux membres d'acquérir une expérience pratique dans le domaine, et le département de l'éducation propose des certifications de cours liées à la santé et aux performances des astronautes, à l'architecture spatiale et aux systèmes de transport spatial:

## Vol spatial
En 2022, Sabry a été sélectionnée parmi sept mille candidats internationaux pour participer au programme d'astronautes citoyens de Space for Humanity, devenant ainsi la première Égyptienne, la première femme arabe et la première femme africaine à aller dans l'espace,. Le 4 août 2022, elle a effectué un vol à bord du Blue Origin NS-22, un vol suborbital privé qui a atteint une altitude de 107 km (66 miles) au-dessus du niveau de la mer.

## Récompenses
Sara Sabry a reçu le prix de l'IAF Emerging Space Leader et le prix de l'innovation STEAM[réf. nécessaire].